# 愛知県文化情報センター

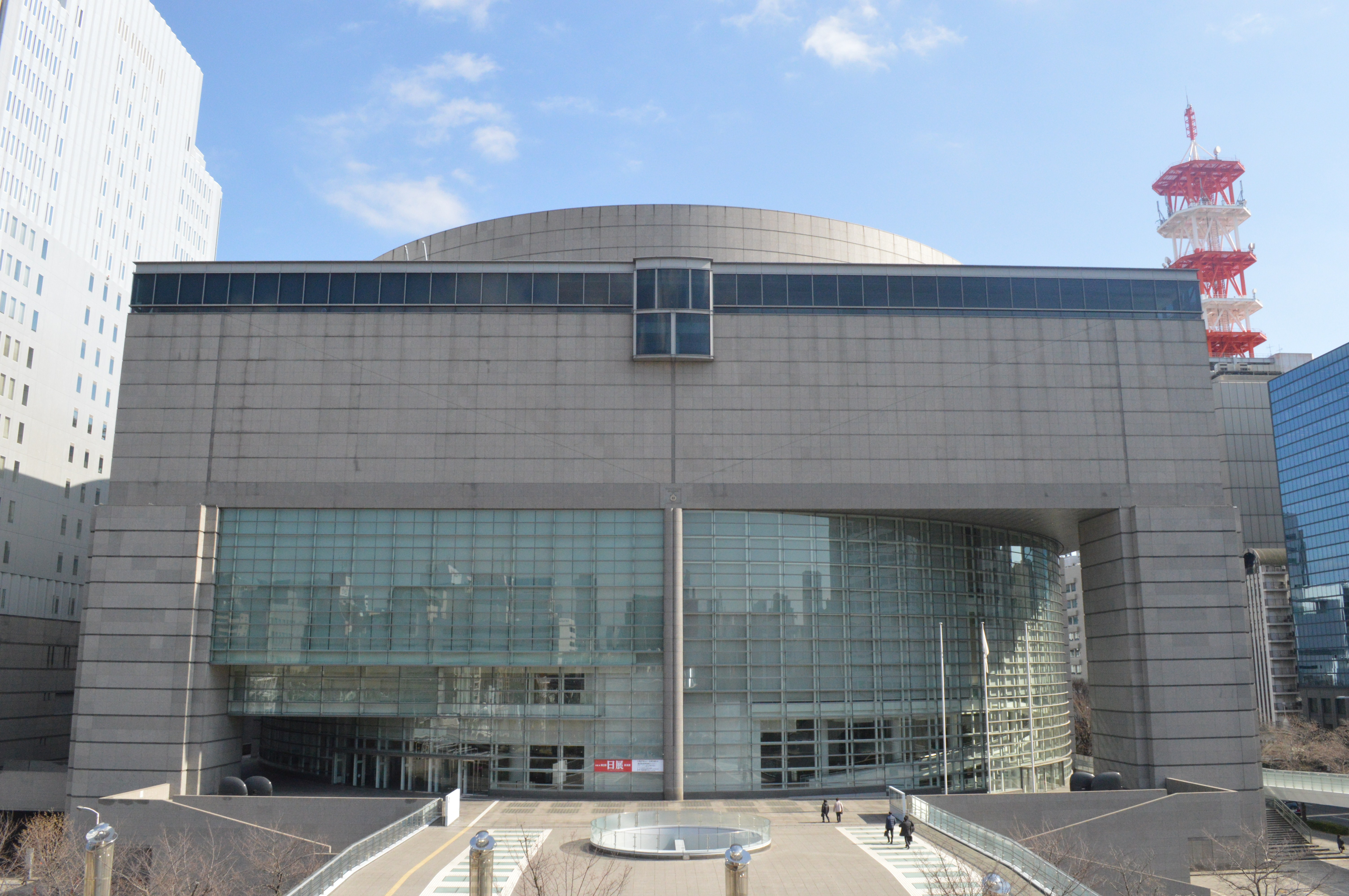
愛知県文化情報センターが入っている愛知芸術文化センター

愛知県文化情報センター（あいちけんぶんかじょうほうセンター）は、愛知県名古屋市東区の愛知芸術文化センターにある施設。愛知芸術文化センターは、愛知県芸術劇場、愛知県美術館、愛知県文化情報センターの3施設からなる。

## 歴史
1992年10月30日の愛知芸術文化センター開館とともに愛知県文化情報センターが開設された。2008年4月にはアートプラザおよびアートライブラリーが業務委託された。

## 特色
名古屋市中心部に位置する愛知芸術文化センターは、愛知県芸術劇場、愛知県美術館、愛知県文化情報センターの3施設からなる。愛知県文化情報センターは、地下2階のアートプラザ、地上1階のアートライブラリー、地下2階（X室）と地上12階（A室からH室）のアートスペースで構成される。
アートプラザは、県内外の展覧会や公演のチラシなど文化芸術に関する催し物の情報を収集して公開している。
アートライブラリーは芸術に関する資料を幅広く収集して公開している専門図書館であり、愛知県美術館で開催される事業のための調査研究にも使用される。所蔵資料数は約13万5千点。閲覧席は40席。職員数は12名（うち嘱託3名）。年間利用者数は約12万人。アートプラザの利用者数は約26万人。アートスペースは約10万人。
アートスペースは講演会・会議室として利用できるほか、展示室として利用できる部屋も一部（G室、H室、X室）ある。